# 347P/PANSTARRS
La comète PANSTARRS, officiellement 347P/PANSTARRS, est une comète périodique du système solaire, découverte par le programme Pan-STARRS.